# Shelby MacIsaac
Shelby MacIsaac (* 17. März 2003) ist eine kanadische Leichtathletin, die sich auf den 100-Meter-Hürdenlauf spezialisiert hat.

## Sportliche Laufbahn
Erste internationale Erfahrungen sammelte Shelby MacIsaac im Jahr 2025, als sie bei den World University Games in Bochum mit 60,22 s in der ersten Runde im 400-Meter-Hürdenlauf ausschied und der kanadischen 4-mal-400-Meter-Staffel zum Finaleinzug verhalf und somit am Gewinn der Bronzemedaille beteiligt war. Zudem schied sie mit der Mixed-Staffel mit 3:25,29 min im Vorlauf aus. 
2023 wurde MacIsaac kanadische Hallenmeisterin im 200- und 400-Meter-Lauf.